# Châteauneuf-Villevieille
Châteauneuf-Villevieille é uma comuna francesa na região administrativa da Provença-Alpes-Costa Azul, no departamento Alpes Marítimos. Estende-se por uma área de 8,38 km², com  (Madounencs) 684 habitantes, segundo os censos de 1999, com uma densidade de 81 hab/km².